# 青春H
『青春H』（せいしゅんエッチ）は、日本の映画シリーズ。2010年にスタートした。
作品の製作にあたっては「青春とH」という制約のみが課せられ、完成した作品は約1週間にわたってポレポレ東中野で上映される。

## 歴史
藤代さやを主演に迎えた古澤健監督の『Making of Love』が、シリーズ第1作となる。
第10作『終わってる』では、今泉力哉が監督を務め、しじみが主演した。
白石晃士は、第11作にフェイク・ドキュメンタリー『超・悪人』を監督した。
第11作『超・悪人』から第20作『狼の生活』までは「青春H2（青春Hセカンドシーズン）」と冠されたが、第21作からは元の「青春H2」に戻り、ナンバリングも通算する形となった。
2012年に公開された第23作『ふたりのシーズン』では、井土紀州が監督を務めた。
2013年、安藤ボン監督の第34作『ボン脳即菩薩』が公開される。
2014年10月5日、第42作『愛こそはすべて 〜All You Need Is Love〜』を以て、継続した製作を休止する旨が発表された。

## 作品
1. Making of Love（古澤健監督）
2. ゴーストキス（いまおかしんじ監督）
3. 狼の時代（内藤隆嗣監督）
4. Date...（藤原健一監督）
5. カレーのにおい（山口智監督）
6. ピラニア（井土紀州監督）
7. イチジクコバチ（サトウトシキ監督）
8. 再会（榎本敏郎監督）
9. Ring My Bell（鎮西尚一監督）
10. 終わってる（今泉力哉監督）
11. 超・悪人（白石晃士監督）
12. 若きロッテちゃんの悩み（いまおかしんじ監督）
13. 絵のない夢（長谷部大輔監督）
14. ソーローなんてくだらない（吉田浩太監督）
15. 花つみ（サトウトシキ監督）
16. 半分処女とゼロ男（佐藤佐吉監督）
17. Wild Flower（青木紀親監督）
18. エレナー電気工業（寺内康太郎監督）
19. ぱぴぃオールドマン（前野朋哉監督）
20. 狼の生活（内藤隆嗣監督）
21. 先生、おなか痛いです（深井朝子監督）
22. 鳥を見て!（佐々木友紀監督）
23. ふたりのシーズン（井土紀州監督）
24. ふきだまりの女（安藤ボン監督）
25. イヤリング（榎本敏郎監督）
26. 青二才（サトウトシキ監督）
27. 星の長い一日（いまおかしんじ監督）
28. BADコミュニケーション（小栗はるひ監督）
29. Sweet Sickness（西村晋也監督）
30. 実芭蕉 バナナ（村松英治監督）
31. できる子の証明（原田裕司監督）
32. スターティング・オーヴァー（五藤利弘監督）
33. 恋する神さま 古事記入門（榎本敏郎監督）
34. ボン脳即菩薩（安藤ボン監督）
35. いかれたベイビー（浅野晋康監督）
36. ビキニ・ラーメン（小泉剛監督）
37. マリア狂騒曲（井土紀州監督）
38. 激写! カジレナ熱愛中!（安川有果監督）
39. あるひもりのなか（荒木憲司監督）
40. 川下さんは何度もやってくる（いまおかしんじ監督）
41. 恋のプロトタイプ（中村公彦監督）
42. 愛こそはすべて 〜All You Need Is Love〜（五藤利弘監督）